# Méthode du parallélogramme
Pour les articles homonymes, voir Parallélogramme (homonymie).

Les vecteurs (en vert) et (en bleu) peuvent être additionnés graphiquement de deux manières, représentées par les lignes pointillées et formant un parallélogramme. Le vecteur (en rouge) est la résultante de l'addition.

La méthode du parallélogramme réfère à une méthode d'addition graphique de deux vecteurs euclidiens. Elle tire son nom de la forme créée par les possibilités d'additions graphiques des deux vecteurs. Ainsi, puisque l'addition de vecteurs euclidiens est commutative, l'addition graphique de deux vecteurs peut-être réalisée de deux manières. Par exemple, les vecteurs {\displaystyle {\vec {F}}_{1}} et {\displaystyle {\vec {F}}_{2}} de la figure ci-contre peuvent être additionnés selon l'ordre {\displaystyle {\vec {F}}_{1}+{\vec {F}}_{2}}, qui donne le trajet supérieur, ou {\displaystyle {\vec {F}}_{2}+{\vec {F}}_{1}}, qui donne le trajet inférieur. L'ensemble des trajets possibles forme le parallélogramme.
Lorsque la méthode concerne des forces, on parle de parallélogramme des forces. Lorsque appliquée pour additionner plus de deux vecteurs euclidiens, on parle de méthode du polygone. Lorsqu'elle concerne tous types de vecteurs, on parle de relation de Chasles.